# Ceollach

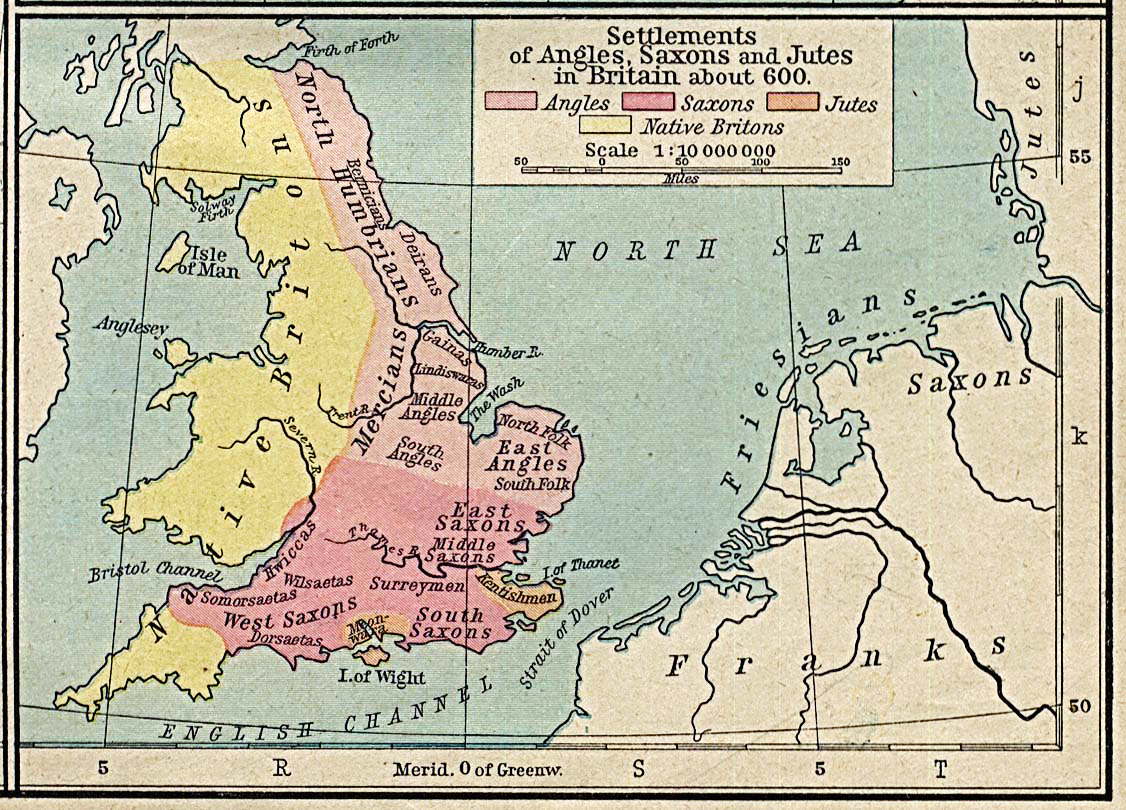
Britannien um 600

Ceollach (auch Cellach) war der zweite Bischof des angelsächsischen Königreichs Mercia. Ire wie sein Vorgänger Diuma, war Ceollach auch Bischof des Königreiches Lindsey und des Gebiets der Mittelangeln.
Die genauen Daten seiner Amtszeit sind nicht gesichert, müssen aber um 658/659 gelegen haben. Beda zufolge zog Ceollach sich nach Iona zurück. Der Grund für die kurze Amtszeit Ceollachs und seine Rückkehr nach Iona mag darin gelegen haben, dass als die Oberherrschaft König Oswius von Northumbria über Mercia nach der Ermordung Peadas von Mercia gefährdet wurde, Oswiu Ceollach absetzen ließ, um seine Interessen von einem mehr weltlich ausgerichteten Bischof vertreten zu lassen. Andererseits ist es auch möglich, dass Ceollach von König Wulfhere als ein von Oswiu eingesetzter Bischof durch Trumhere ersetzt wurde.

### Sekundärliteratur
- Steven Basset (Hrsg.): The Origins of Anglo-Saxon Kingdoms. Leicester University Press, Leicester 1989, ISBN 0-7185-1317-7.
- James Campbell (Hrsg.): The Anglo-Saxons. Phaidon. London 1982, ISBN 0-7148-2149-7.
- Margaret Gallyon: The Early Church in Wessex and Mercia. Terence Dalton, Lavenham 1980, ISBN 0-9009-6358-1
- Margaret Gelling: The West Midlands in the Early Middle Ages. Leicester University Press, Leicester 1992, ISBN 0-7185-1395-9.
- Nicholas J. Higham: The Convert Kings: Power and Religious Affiliation in Early Anglo-Saxon England. Manchester University Press, Manchester 1997, ISBN 0-7190-4827-3.
- Pauline Stafford: The East Midlands in the Early Middle Ages. Leicester University Press, Leicester 1995, ISBN 0-7185-1198-0.
- Frank Merry Stenton: Anglo-Saxon England. 3. Auflage, Oxford University Press, Oxford 1971, ISBN 0-1928-0139-2.
- Ian W. Walker: Mercia and the Making of England. Sutton, Stroud 2000, ISBN 0-7509-2131-5